# Durfulija
Durfulija (makedonsky: Дорфулија) je vesnice v opštině Lozovo ve Vardarském regionu v Severní Makedonii. 

## Geografie
Obec se nachází v jihovýchodní části oblasti Ovče Pole. Leží 2,5 km od centra Lozova, 15,5 km od města Veles a 26 km od města Sveti Nikole. 

## Historie
Na konci 19. století byla vesnice součástí území Štip,  okupovaného Osmanskou říší. Podle spisovatele Vasila Kančova zde v roce 1900 žilo 900 Turků. Často se o vesnici mluvilo jako o sídle Turků. 

## Demografie
Podle posledního sčítání lidu z roku 2002 žije ve vesnici 756 obyvatel těchto národností:
- Makedonci – 569
- Turci – 118
- Valaši – 49
- Srbové – 18
- ostatní – 2

## Samospráva a politika
V obci se nachází volební místnost č. 1708 sídlící v prostorách základní školy. 
V prezidentských volbách v roce 2019 zde hlasovalo 558 voličů. 